# Грин, Эжен
Эжен Грин (фр. Eugène Green, 28 июня 1947, Нью-Йорк) — французский актёр, театральный и кинорежиссёр, теоретик театра и кино, писатель и сценарист, выходец из США.

## Биография
В конце 1970-х создал театральную труппу «Театр мудрости», ставившую пьесы драматургов и оперы композиторов барокко — Корнеля, Расина, Рамо — в «аутентичной манере», позднее он перенес эти навыки в своё кино. С начала 1980-х годов преподавал театральное и вокальное искусство в Италии и Швейцарии (Венеция, Урбино, Женева). С начала 2000-х стал выступать как кинорежиссёр. В 2008 году опубликовал роман «Реконструкция». Профессор Высшей международной киношколы «La Femis».
Как кинорежиссёр испытал влияние Брессона, Одзу, Эсташа.

## Фильмография
- 2001 — Каждую ночь / Toutes les nuits (по первому варианту романа Г. Флобера «Воспитание чувств», премия Луи Деллюка)
- 2002 — Имени огня / Le nom du feu (короткометражный)
- 2003 — Живой мир / Le monde vivant (премия ФИПРЕССИ Лондонского МКФ)
- 2004 — Мост Искусств / Le pont des Arts
- 2006 — Знаки / Les signes (короткометражный)
- 2007 — Соответствия / Correspondances (одна из трёх новелл в коллективном проекте с Харуном Фароки и Педро Кошта Воспоминания / Memories); в 2009 году вышла отдельным изданием
- 2009 — Португальская монахиня / A Religiosa Portuguesa
- 2014 — Сапиенца / La Sapienza
- 2016 — Сын Иосифа /  Le fils de Joseph
- 2017 — В ожидании варваров / En attendant les barbares (фр.)
- 2020 — Аттараби и Микелац / Atarrabi & Mikelats
- 2022 — Стена павших / Le Mur des morts (короткометражный)
- 2025 — Древо познания / L'Arbre de la connaissance

## Теоретические тексты о театре и кино
- La Parole Baroque (2001)
- Présences: Essai sur la nature du cinéma (2003)
- Le Présent de la parole (2004)
- Poétique du cinématographe. Notes (2009)